# 宽号子
宽号子（越南语：／）是广平省丽水县沿河居民的一种民歌。

## 介绍
丽水人民常在建江沿岸划船、捣米和乡村礼会时唱宽号子。宽号子的特征是使用平实的生活语言来表达感情和对答。通常号子队按性别或村庄分两组进行对歌。宽号子的九层乐章包括Lỉa trâu、nhài (dài)、ruỗi、chè、nện、ba、xắp、hò khơi和hò Nậu xăm。
2017年5月8日，越南文化、体育和旅游部认定宽号子为国家级非物质文化遗产。
像许多其他民歌一样，宽号子当下正面临灭绝的困境。
黄云的歌曲《吾乡兮广平》（／）中描写了宽号子。